# Centrum celoživotního vzdělávání s knihovnou manželů Tomanových
Centrum celoživotního vzdělávání s knihovnou manželů Tomanových je veřejné informační a vzdělávací centrum s městskou veřejnou knihovnou v Rožmitále pod Třemšínem v okrese Příbram ve Středočeském kraji. 
Nachází se u náměstí v ulici Palackého vedle radnice. V přízemí se nachází turistické informační centrum, oddělení knihovny pro dospělé, sklad s výměnným fondem pro regionální knihovny a počítačová učebna s přístupem na internet. V prvním patře se nachází oddělení knihovny pro děti a mládež. Dále se zde nachází školicí sály a kanceláře. Knihovna své služby poskytuje ve spolupráci s Knihovnou Jana Drdy v Příbrami.

## Historie

### Počátky
První školní knihovnu, která v roce 1811 čítala 45 český i německých svazků pro mládež, založil Jakub Jan Ryba, který v Rožmitále působil jako učitel. Kvůli nedostatečnému zájmu však časem zanikla. Novou školní knihovnu založil rožmitálský rodák a člen kapucínského řádu Gotthard Tesař. Rozvoj knihovny přišel až v 19. století se vznikem spolkové činnosti a založení spolků Špaček (1872) a Literární kruh (1883). V letech 1893 a 1894 byla v obecné škole založena lidová knihovna. Spolkovou činnost však utlumila 1. světová válka, kdy odešla většina členů na frontu.

### Husova knihovna města Rožmitála pod Třemšínem
Městská knihovna byla zřízena v roce 1921 podle zákona o veřejných knihovnách z 22. července 1919. Usnesením Osvětové komise byla nazvána Husova knihovna města Rožmitála pod Třemšínem. Základ k jejímu založení dal čtenářský spolek Špaček, který se rozhodl předat knihovně své knihy. Následně své knihy věnoval i spolek Sokol a četní jednotlivci. Knihovna byla otevřena v květnu 1921 v budově radnice v místnosti, kde se dříve nacházela pošta. Prostory knihovny nebyly ideální – knihy byly namačkány v nevyhovujících regálech ve velké místnosti, která byla v zimě studená. První státní inspekce v roce 1923 ocenila snahy, ale apelovala na zákonnou povinnost zajistit knihovně důstojné prostory. Proto zastupitelstvo v roce 1925 rozhodlo o přesunu do vedlejší menší místnosti s okny do dvora, kam přibyl i nový nábytek. Nejčtenější byla zábavná literatura, a nejvíce žádanými autory byli Brodský, Baar a rožmitálský spisovatel Rudolf Richard Hofmeister. Spolek Sokol opět předal nastřádané knihy knihovně v roce 1929. Ve 30. letech byla knihovna otevřena vždy jednou jednou týdně, a to v pátek večer od 5 do 7 hodin od 15. května do 15. září.
Osud knihovny byl v dalších letech neutěšený. Knihovna stále setrvávala ve stejném, malém a nepříliš vyhovujícím prostoru, v němž se nacházel i přístupový vlez do komína. Počet čtenářů však zůstával stabilní a knihovna každoročně doplňovala své fondy o 30–50 svazků ročně. V roce 1942 byla Husova knihovna přestěhována do 2. patra radnice. Během války byly velmi časté revize knihovny, kvůli kontrole a vyřazování knih zakázaných autorů. Knihovna v Rožmitále byla po dobu války zcela uzavřena. Veřejnosti se znovu otevřela až v lednu 1944, ovšem až po vyřazení závadných komunistických a marxistických spisů. Po válce v roce 1946, spisovatel Karel J. Beneš daroval rožmitálské knihovně 100 knih. V roce 1950 byla knihovna přemístěna do nových prostor v Havlíčkově ulici do domu čp. 78. Svou knihovnu rožmitálské knihovně věnoval Svaz politických vězňů. V 50. letech byla knihovna otevřena dvakrát týdně, průběžně se prověřoval knihovní fond a vyřazovaly se politicky závadné knihy. V roce 1959 knihovna sídlila v Panském domě na náměstí, tehdy zvaném Dům Osvětové besedy. 
V roce 1964 provoz knihovny zcela ustal. Panský dům byl po vyklizení knihovny předán státním restauračním zřízení a knihy byly prozatím uskladněny do budovy bývalé obecné školy na náměstí. Obnova knihovny nastala v roce 1966 po prověrce pracovnice okresní lidové knihovny. S tím přišel i záměr vybudovat v Rožmitále střediskovou knihovnu, která by sloužila i okolním obcím. Místní lidová knihovna byla uvedena do provozu 1. října 1967 v přízemí bývalé lidové školy na náměstí. Knižní fond čítal 3330 svazků a do konce roku přišlo do knihovny 76 čtenářů. Knihovna sloužila zároveň i jako čítárna. Většinu čtenářů v následujících letech tvořila mládež. Post knihovníka zastávali dobrovolníci a zastupující metodičky z okresní knihovny.

### Profesionalizace knihovny

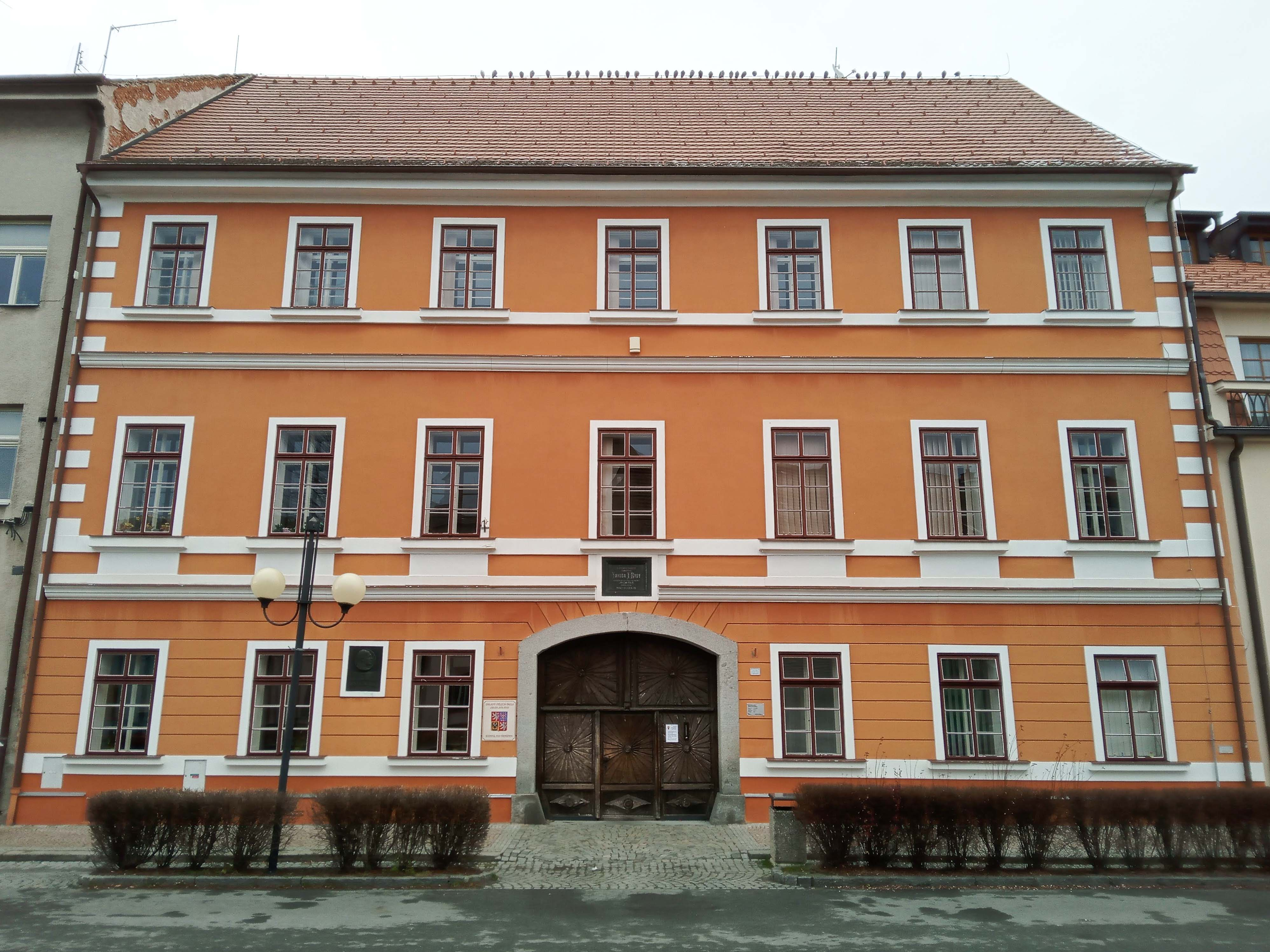
Bývalá obecná škola, přebudovaná na Brdský památník, kde dříve sídlila městská knihovna

V roce 1972 došlo k profesionalizaci knihovny, což započalo jejím přesunem do 1. patra, kde byly pro knihovnu adaptovány nové prostory podle návrhu architekta Svatopluka Jankeho. Na podzim 1972 byla funkce knihovníka rozšířena na plný úvazek. Od roku 1973 započaly adaptační práce, kdy postupně došlo k prodloužení půjčovní doby – jednou týdně pro mládež, dvakrát týdně pro dospělé. Knihovnice začaly s návštěvami vesnických knihoven a vyčleňováním knih pro výměnný fond. V dalších letech však adaptace neprobíhala podle plánu. Knihovna nějaký čas fungovala v náhradních prostorách a od května do prosince 1975 byla zcela uzavřena. Po dokončení rekonstrukce celé budovy bývalé obecné školy byl dne 18. prosince 1975 slavnostně otevřen Brdský památník a současně byl znovu zahájen provoz Městské knihovny, která zaujímala dvě místnosti v 1. patře, čímž měla možnost vytvořit v jedné místnosti dětské oddělení.
Od roku 1976 knihovna začala pracovat naplno. V tomto roce chod knihovny převzala Jiřina Palivcová, která se výrazně zasloužila o její rozvoj. Byla navázána spolupráce se základní školou v rámci níž bylo uspořádáno několik besed pro děti a započalo se s bibliograficky-informační výukou dětí prvních tříd ZŠ. Dále se podařilo úspěšně aktivizovat téměř všechny vesnické knihovny patřící do střediska. Knihovna získala pozitivní hodnocení v krajském kole soutěže „Budujeme vzornou lidovou knihovnu” a v roce 1977 získala čestné uznání. V roce 1979 se činnost knihovny zaměřila na získání nových čtenářů. Toho bylo dosaženo v následujícím roce úpravou knihovny, aby co nejvíce knih bylo přístupno ve volném výběru.

### Knihovna manželů Tomanových
Dne 23. října 1980 byla knihovna přejmenována na Knihovnu manželů Tomanových. Spisovatel Josef Toman prožil v Rožmitále dětství. K příležitosti přejmenování knihovny se pod záštitou Městského národního výboru, Svazu českých spisovatelů a městské lidové knihovny v Rožmitále uskutečnila beseda se zasloužilou umělkyní Miroslavou Tomanovou. V následujícím desetiletí se knihovna zaměřila na kulturně výchovnou činnost a práci s dětmi. Přibyl také další knihovník. Knihovna byla v této době jednou ze sedmi střediskových knihoven v okresu Příbram a na starosti měla osm místních lidových knihoven v okolních obcích (v Pňovicích, Bezděkově, Voltuši, Strýčkovech, Věšíně, Bukové a Vranovicích). V květnu 1982 obdrželi pracovníci knihovny čestné uznání Ministerstva kultury v soutěži „Budujeme vzornou lidovou knihovnu” a v roce 1984 byla oceněna titulem „Vzorná lidová knihovna“. V dalších letech se knihovna potýkala s personálními potížemi obsazení pozice druhého knihovníka, kde docházelo k častým změnám. V březnu 1988 v rámci Týdne dětské knihy se pořádala v knihovně beseda se spisovateli Martinou Drijverovou, Otou Hofmanem a Vojtěchem Steklačem. O tyto akce byl zájem mezi dětskými čtenáři. Akce pro dospělé však stejný zájem neznamenaly a proto od jejich pořádání knihovna později ustoupila.

### Po roce 1989
Počátkem 90. let došlo k mírnému útlumu čtenářů, nadále však fungovala spolupráce se základní školou a pořádání různých besed a programů pro školáky a předškoláky. V září 1990 byl v knihovně ustaven dětský čtenářský kroužek Kryštof. Děti se pravidelně scházely a jednou za měsíc vydávaly dětský stejnojmenný dětský časopis. Také pořádaly různé soutěže a pro děti z mateřských škol připravily vánoční besídku. V roce 1991 byla knihovna otevřena 31 hodin týdně, z toho 10 hodin pouze pro děti. Současně bylo rozhodnutím MěÚ v Rožmitále půjčování knih zpoplatněno pro všechny čtenáře, kromě důchodců. V této době provoz knihovny zajišťovali tři knihovníci. Na konci roku 1995 byla knihovna vybavena počítačem, čímž započala první etapa realizace systému LANius. Knihovna se však již začala  potýkat s nedostatkem místa. V roce 1996 došlo k částečné rekonstrukci prostorů knihovny, čímž však došlo k vyčerpání možností úprav prostorů knihovny. S přibývajícími čtenáři, problém nedostatku místa i nadále přetrvával. V následujícím období byl snížen počet pracovníků knihovny na dva a knihovna byla dočasně sloučena s kulturním střediskem od nějž se opět osamostatnila po dvou letech. Počet čtenářů byl nadále na vzestupu a knihovna byla rozšířena o elektronický online katalog a internet pro veřejnost. Počet pracovníků knihovny byl také rozšířen o další dva pracovníky na částečný úvazek.
V květnu 2001 městská knihovna manželů Tomanových oslavila 80 let své existence. V rámci oslav se uskutečnilo i setkání knihovníků. V této době měla knihovna pod sebou 10 obecních knihoven.

### Nové prostory

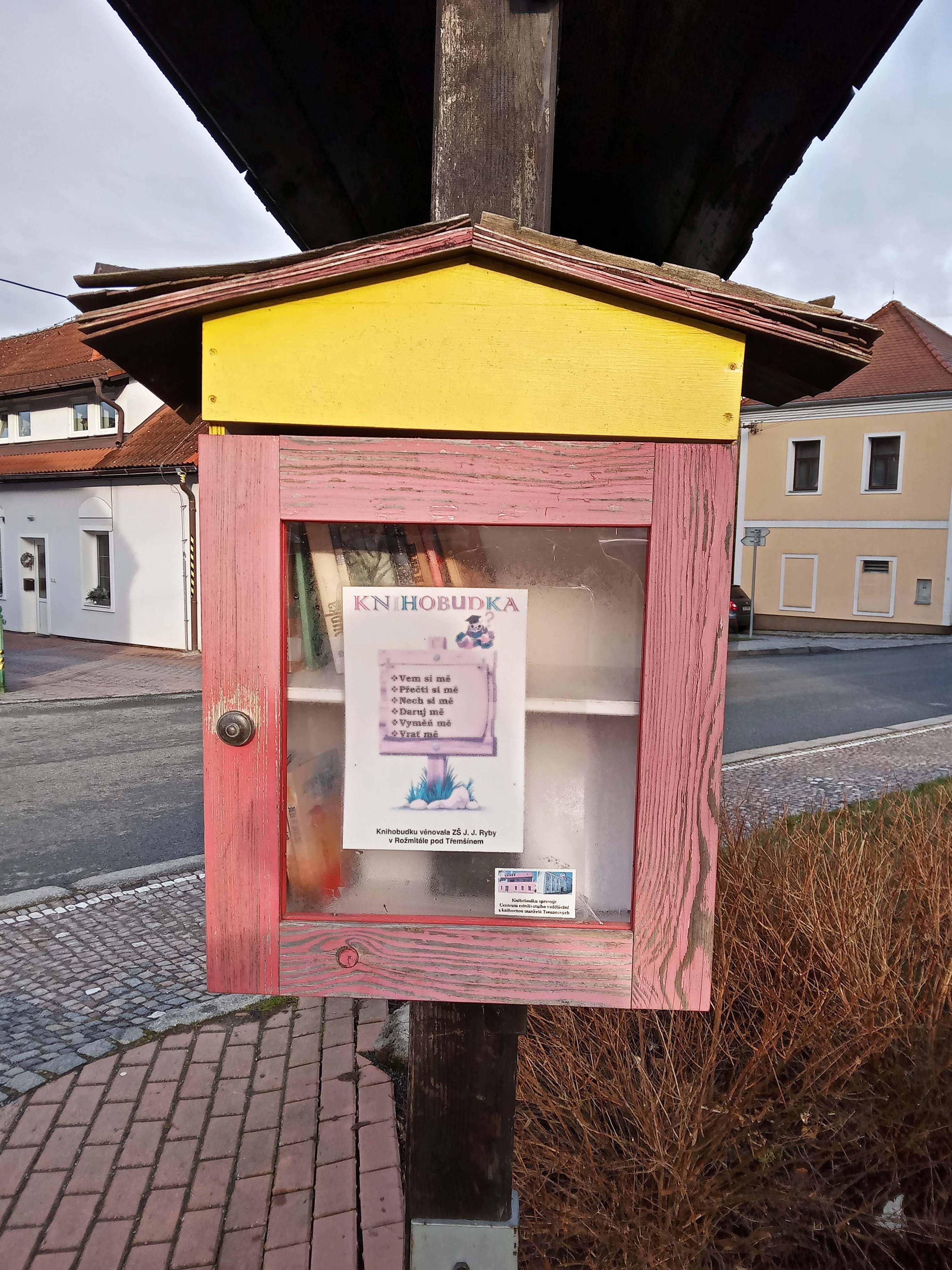
Knihobudka u pošty na Náměstí v Rožmitále pod Třemšínem. Byla nainstalována v roce 2016. Knihovně manželů Tomanových ji darovala ZUŠ J. J. Ryby.

V roce 2002 rada města navázala spolupráci s Vysokou školou ekonomickou v Praze ohledně vypracování všech náležitostí potřebných k získání finančních prostředků z programu SAPARD, s jehož pomocí měla vzniknout nová moderní knihovna s informačním centrem na mikroregionální úrovní. Knihovna i v této době nadále plnila funkci střediskové knihovny pro 15 obcí. V roce 2004 knihovna uspěla v grantovém programů Ministerstva kultury s žádostí o finanční dotaci v programu VISK 3 na vybavení poboček výpočetní technikou, dokoupení knihovnického softwaru a posílení internetové připojení pro veřejnost. Na projektu se podílelo i město Rožmitál. V letech 2005–2006 proběhla přestavba dlouhodobě nevyužívaného objektu vedle radnice, kde bylo v 4. srpna 2006 slavnostně otevřeno Centrum celoživotního vzdělávání s knihovnou manželů Tomanových. Bylo vybudováno na základě projektu Společného regionálního operačního programu pro rozvoj lidských zdrojů v regionech za finanční podpory Evropské unie, Ministerstva pro místní rozvoj a města Rožmitál pod Třemšínem. Tímto knihovna získala moderní prostory s dostatečným zázemím a vybavením pro svou regionální činnost. Ke zkvalitnění služeb byli přijati také dva další pracovníci. V roce 2013 knihovna plnila střediskovou činnost pro 15 neprofesionálních obecních knihoven. V roce 2018 knihovna přestoupila na knihovní systém Tritius.
Knihovna v Rožmitále pod Třemšínem provozuje i pět „knihobudek” – malých knihovniček, které jsou volně umístěné na veřejném prostranství, odkud si kdokoliv může knihu odnést, nebo ji zde zanechat. Od 18. listopadu 2020 knihovna provozuje také službu „Knihy do domu”, která umožňuje rozvoz knih přímo na místo bydliště, bez nutnosti navštívit knihovnu. Tuto službu začala knihovna poskytovat kvůli koronavirovým opatřením během pandemie covidu-19.